# 俞菊初
俞菊初（1935年10月—2017年9月3日），出生于上海，中国人民解放军少将。

## 生平
1951年1月参加中国人民解放军，1960年5月加入中国共产党。历任战士、干事、党务科长，总参政治部组织部副部长、干部轮训班政委、陆军指挥学院政治部副主任。1991年7月—1992年9月，担任中国人民解放军总参谋部炮兵部政治部主任。1992年9月，担任炮兵指挥学院政治委员。2017年9月3日在北京逝世，享年82岁。